# Indyra Mendoza Aguilar
Indyra Mendoza Aguilar (geboren in La Ceiba, Departamento Atlántida, Honduras) ist eine honduranische Schriftstellerin und LGBT-Aktivistin. Für ihren Einsatz als Menschenrechtsverteidigerin und Koordinatorin der von ihr gegründeten Organisation Red de Respuesta Lésbica Cattrachas zeichnete das Time-Magazin sie als eine der hundert einflussreichsten Persönlichkeiten des Jahres 2021 aus.

## Leben und Beruflicher Werdegang
Indyra Mendoza Aguilar wurde in La Ceiba, Atlántida, an der Karibikküste von Honduras geboren. Sie wuchs in einer Familie auf, die sich für die Belange von unterdrückten Gruppen mittels Kunst und politischer Aktivität für bessere Bedingungen aller Menschen einsetzte. Besonders ihre Großeltern setzten sich in der Mitte des 20. Jahrhunderts für die Menschenrechte ein. Diese frühe Prägung durch ihre Familie war für die spätere Arbeit in der von ihr begründeten Organisation Cattrachas sehr wichtig. In einem Interview im Jahr 2020 beschreibt sie die Verbindung von Kunst und politischem Wirken: „Cattrachas, unsere Organisation, ist voll von Kunst – nicht nur die Wände und Wandmalereien, sondern alle Publikationen, die wir herausgeben, haben einen Abschnitt über Kunst. Es spielt keine Rolle, um was es sich handelt: Wenn es ein Bericht ist, muss Kunst darin vorkommen; wenn es ein Buch ist, eines mit Kunst; wenn es eine Präsentation ist, mit Kunst. Wir lieben Kunst, und dieses Umfeld ermöglicht es uns, die stundenlange Arbeit im Büro an so schwierigen Themen wie der Verteidigung der Menschenrechte von LGTBI-Personen in Honduras zu überstehen.“
Indyra Mendoza hat Kinderbücher und Kurzgeschichten über lesbisches Leben geschrieben.

## Engagement

### Tätigkeit im Rahmen von Cattrachas
Im Jahr 2000 gründete Indyra Mendoza das Lesbennetzwerk Red de Respuesta Lésbica Cattrachas. Cattrachas ist eine lesbisch-feministische Organisation, die sich für die Verteidigung der Menschenrechte von LGBTI-Personen in Honduras einsetzt, und wurde als Reaktion auf die Gewalt gegen Menschen mit unterschiedlichen Geschlechtern gegründet. Der Name der Organisation Cattrachas bedeutet Lesbische Honduranerinnen: Er beruht auf dem Demonym catracha (deutsch: Honduranderin), das Doppel-T im Wort steht, grafisch gelesen, für zwei Venussymbole.
Mendoza ist Chefkoordinatorin von Cattrachas und setzt sich zusammen mit ihrem Team für die juristische Aufarbeitung der Gewaltverbrechen an LGBT-Personen ein. Besonders die Stärkung strafrechtlicher Verfolgung durch die Behörden ist wichtiger Bestandteil ihrer Arbeit, denn oft wird die Gewalt gegen LGBTI-Personen nicht bestraft, sodass die Täter kein Strafmaß zu befürchten haben. Dabei wird sie vom UN-Hochkommissariat für Menschenrechte unterstützt.
Cattrachas hat sich, so Mendoza 2020, der Abschaffung diskriminierender Gesetze verschrieben. Es ist die einzige Organisation in Honduras, die Gewaltverbrechen gegen LGBT-Personen dokumentiert. Es arbeitet fallbasiert. So hat es eine Reihe von Gerichtsverfahren initiiert und eine Petition zur gleichgeschlechtlichen Ehe bei der Verfassungskammer (Constitutional Chamber) eingereicht.
2020 beantragten 16 LGBT-Personen in den USA Asyl und begründeten dies mit einer Gefahr für ihr Leben wegen ihrer sexuellen Orientierung. Mendoza initiierte Gutachten und begleitete die Personen zu den Anhörungen.
Die Aktivistin kritisiert immer wieder öffentlich die Rolle der Kirche und der Medien: Die nationalen Sender führten Diskriminierungskampagnen gegen die LGBT-Personen und schürten Hass. So hätten Nachrichtensender an telefonischen Umfragen verdient, in denen sie die Frage stellten, ob die gleichgeschlechtliche Ehe die gesellschaftlichen Werte untergrabe.

### Wegweisendes Gerichtsurteil: Vicky Hernández gegen den Staat Honduras
Zusammen mit der Menschenrechtsorganisation Robert F. Kennedy Human Rights brachte Cattrachas den Fall der Trans-Person und Aktivistin für trans Frauen Vicky Hernández vor den Interamerikanischen Gerichtshof für Menschenrechte in Costa Rica. Sie vertraten die Familie der Getöteten und klagten gegen die honduranische Regierung. 2009 war Hernández im Alter von 26 Jahren in San Pedro Sula brutal ermordet worden. Dies war Teil einer Reihe von Morden an trans Personen, die auf einen Putsch vom Juni 2009 folgten, bei dem Präsident José Manuel Zelaya entmachtet wurde.
Das Gericht verurteilte im Juni 2021 die honduranische Regierung dazu, die Ermittlungen in dem Fall weiterzuführen und Gesetze zum Schutz von LGBT-Personen auf den Weg zu bringen. Unter anderem solle es trans Personen ermöglicht werden, ihre geschlechtliche Identität offiziell zu ändern.  Außerdem verurteilte das Gericht die Regierung zur Zahlung von 30 000 $ Schadensersatz an die Familie von Vicky Hernández. Zudem müsse die honduranische Regierung ein Stipendium für Trans-Frauen schaffen, das nach Vicky Hernández benannt wird. Auch müsse für die Sicherheitsorgane ein Anti-Diskriminierungs-Programm ins Leben gerufen und ein staatliches Register für Gewalttaten gegen LGBT-Personen geschaffen werden. Honduras hat angekündigt, dem Urteil Folge zu leisten.
Indyra Mendoza und ihre Gleichgesinnten erreichten damit erstmals ein wegweisendes Gerichtsurteil zu der Frage, ob die Regierungen in der Region bisher genug zum Schutz von Trans-Personen getan hatten. Dieses Urteil wird als juristischer „Meilenstein“ für Lateinamerika und die Karibik angesehen.

### Hintergründe
Honduras ist eins der gefährlichsten Länder für Menschen der LGBTIQ-Community. Mehr als 389 Morde an LGBTIQ Menschen wurden seit August 2009 registriert (Stand August 2021). Nur 89 der Fällen wurden strafrechtlich verfolgt und 90 Prozent der Taten bleiben unbestraft. Aufgrund der verbreiteten Straflosigkeit dieser Verbrechen gegen Menschen der LGBTIQ Community gründeten sich zahlreiche Organisationen die Schutzräume schaffen, die Gewalttaten aufzeichnen und in den internationalen Medien verbreiten. Laut Beobachtungen der Rainbow Association wird in Honduras durchschnittlich alle 11 Tage eine LGBTI-Person getötet. Das sind etwa 33 pro Jahr.

## Auszeichnungen
- 2017: Astraea Lesbian Foundation for Justice: Visionary Activist Award[13]
- 2021: Time Magazine: Indyra Mendoza wurde zusammen mit Claudia Spellmant als eine der hundert einflussreichsten Persönlichkeiten des Jahres 2021 ausgewählt und auf die Liste Time 100 gesetzt.[14]
- 2021: Europäische Union: Premio de Derechos Humanos Europa (Europa Human Rights Award) für Cattrachas[15][16][17]

## Veröffentlichungen (Auswahl)
- Proceso de incidencia nacional e internacional en defensa de los derechos humanos de lesbianas, gays, bisexuales, transgeneros, e intersexuales en tegucigalpa, honduras. Red Lesbica Cattrachas 2012, ISBN 978-99926-92-82-0.
- El Delito de Falsificación de Moneda Honduras 1880-2016. Vortrag auf dem 3. Zentralamerikanischen Numismatischen Kongress der honduranischen numismatischen Gesellschaft, Panama, September 2016
- Catálogo para coleccionistas: presencia indígena en la moneda de América. 2018, ISBN 978-99979-0-227-6.
- Participación política de personas lesbianas, gais, bisexuales y transexuales. Red Lesbica Cattrachas 2018, ISBN 978-99979-0-173-6.
- Phobias Old and New in Honduras

## Privatleben
Indyra Mendoza ist Numismatikerin.